# (4160) Sabrina-John
(4160) Sabrina-John ist ein Hauptgürtelasteroid, der am 3. Juni 1989 von Carolyn Shoemaker am Palomar-Observatorium entdeckt wurde.
Der Asteroid wurde nach den zwei Liebenden Sabrina M. Gonsalves und John H. Riggins benannt. Sie wurden 1980 ermordet.